# Tarlina smithersi
Tarlina smithersi is een spinnensoort uit de familie Gradungulidae. De soort komt voor in New South Wales, Australië.